# Tipula manniana
Tipula manniana är en tvåvingeart som beskrevs av Alexander 1945. Tipula manniana ingår i släktet Tipula och familjen storharkrankar.
Artens utbredningsområde är Bolivia. Inga underarter finns listade i Catalogue of Life.